# Gonioceras
Gonioceras — викопний рід головоногих молюсків вимерлого ряду Actinocerida, що існував в ордовицькому періоді (460-457 млн років тому). Скам'янілі рештки представників роду знайдені у США, Канаді та Норвегії.

## Опис
Раковина була слабо вигнута у формі рогу. Її передня частина була сплющена з черевної сторони і набувала майже трикутної форми в перерізі. Усередині раковину поділяли перегородки, утворюючи безліч камер, а крізь всі камери, об'єднуючи їх, проходив сифон. Тіло молюска містилося в останній, найбільшій камері. Решта камери раковини заповнювалися рідиною або газом, у результаті чого її маса змінювалася, і молюск міг спливати або занурюватися, не докладаючи м'язових зусиль. На голові, ймовірно, були розвинені очі і значна кількість щупалець.

## Спосіб життя
Gonioceras був поганим плавцем. Він піднімався над дном не більше декількох сантиметрів, де шукав здобич.

## Види
- Gonioceras anceps
- Gonioceras brainerdi
- Gonioceras chaziense
- Gonioceras minor
- Gonioceras multiseptatum
- Gonioceras obtusum
- Gonioceras pameliense
- Gonioceras paquettense
- Gonioceras quadratum